# Patrick Delperdange
Patrick Delperdange (Charleroi, 8 april 1960) is een Belgische Franstalige (kinderboeken)schrijver, vertaler van Engelse boeken en stripscenarist. Hij woont in Brussel.
Vanaf 1985 verschenen er meerdere boeken van zijn hand. In 2005 schreef hij de roman Chants des gorges, waarvoor hij de Prix Victor-Rossel inclusief de jeugdprijs ontving.
In de stripwereld schreef hij scenario's voor onder meer MacNamara (2000-2001, getekend door André Taymans) en S.T.A.R. (2002-2006, getekend door Thierry Cayman). In 2010 verzorgde Delperdange het scenario voor het album De vervloeking in de reeks Lefranc, getekend door André Taymans en Erwin Drèze.
- Bibliothèque nationale de France: cb12066546t (data)
- Gemeinsame Normdatei: 116993451X
- International Standard Name Identifier: 0000 0001 2096 389X
- Library of Congress Control Number: n2005045335
- Nationale Bibliotheek van Tsjechië: mub2017952667
- Nederlandse Thesaurus van Auteursnamen: 074945742
- Système universitaire de documentation: 028932277
- Virtual International Authority File: 71413001
- WorldCat: E39PBJmTqxtvqYTxkk7JmG9bh3